# Тавър (ракета)
Вижте пояснителната страница за други значения на Тавър.
Тавър (на английски: Taurus) е американска ракета-носител, състояща се от четири степени, които работят на твърдо гориво. Базирана е на ракетата Пегас и се произвежда от същата компания — Orbital Sciences. Тавър е способна да изведе около 1350 kg в ниска околоземна орбита. За първи път е изстреляна през 1994 година и има 6 успешни от 9 военни и комерсиални изстрелвания.
Ракетата има три провалени полета, като включително двата последни на 24 февруари 2009 г., с който е трябвало да бъде изведен спътника ОКО (Orbiting Carbon Observatory). и на 4 март 2011 г. изстрелването на изкуствения спътник Глори. Двата провалени полета струват над $700 млн. на НАСА (без да бъде включвана цената на самите ракети-носители).

## Списък с полети
| № | Дата                 | Конфигурация | Товар                                          | Резултат |
| - | -------------------- | ------------ | ---------------------------------------------- | -------- |
| 1 | 13 март 1994 г.      | Тавър-1110   | STEP 0 (P90-5, USA 101) / DARPASAT (USA 102)   | Успех    |
| 2 | 10 февруари 1998 г.  | Тавър-2210   | GFO / Orbcomm 3 / Orbcomm 4 / Celestis 02      | Успех    |
| 3 | 3 октомври 1998 г.   | Тавър-1110   | STEX (USA 140) / ATEx-UEB / ATEx-LEB           | Успех    |
| 4 | 21 декември 1999 г.  | Тавър-2110   | Kompsat 1 (Arirang 1) / ACRIMSat / Celestis 03 | Успех    |
| 5 | 13 март 2000 г.      | Тавър-1110   | MTI (P97-3)                                    | Успех    |
| 6 | 21 септември 2001 г. | Тавър-2110   | OrbView 4 / QuikTOMS / SBD / Celestis 04       | Неуспех  |
| 7 | 20 май 2004 г.       | Тавър-3210   | ROCSAT 2                                       | Успех    |
| 8 | 24 февруари 2009 г.  | Тавър-3110   | Orbiting Carbon Observatory                    | Неуспех  |
| 9 | 4 март 2011 г.       | Тавър-3110   | Glory, KySat-1, Hermes и Explorer-1 [PRIME]    | Неуспех  |